# 瀬川和正
瀬川 和正（せがわ かずまさ、1989年8月24日 - ）は、大阪府堺市出身のセーリング選手。出生は鳥取県。浪速高等学校、龍谷大学卒業。鳥取県立米子産業体育館職員。妻はセーリング選手の伊勢田愛（リオデジャネイロオリンピック女子RS:X級日本代表）。

## 来歴
小学校の頃は水泳、中学・高校時代はサッカーをしていた。大学でヨット部に入りヨット競技を始めた。大学時代は目立った結果を残せなかったものの卒業後の１年間は五輪出場を目指して、和歌山県内のマリーナを拠点に練習を重ねた。
2018年にはジャカルタ・アジア大会に出場。16艇中4位となり惜しくも表彰台を逃した。
鳥取県境港を拠点にレーザー級で2020年東京オリンピック出場を目指していたが、2020年の2月に代表を逃がした。
瀬川は出場を諦め切れず、まだ代表が決まっていなかったフィン級に転向。レーザー級と同じ1人乗りながら世界でも重量級が競うパワー種目であるフィン級で戦うため、1年で体重を15キロ以上増やしパワーをつけた。
2021年5月に葉山で行われた国内選考会では12レースを全て1位でフィニッシュする圧倒的な成績を収め、東京オリンピックセーリング競技（男子フィン級）の日本代表に内定した。同年7-8月に江の島で行われた東京オリンピックでは、期間中最後のレースで5着となったが、総合順位は16位となり最終のメダルレースには進めなかった。